# Claire Skinner
Claire Skinner (Hemel Hempstead, 1965) è un'attrice britannica, attiva in campo teatrale, televisivo e cinematografico.

## Biografia
Ha studiato alla London Academy of Music and Dramatic Art, prima di unirsi alla Royal Shakespeare Company. Da allora è apparsa spesso sulle scene londinese e nel 1996 è stata candidata al Laurence Olivier Award alla miglior performance in un ruolo non protagonista per la sua interpretazione in ne Lo zoo di vetro. Ha recitato anche in serie televisive come Poirot, Doctor Who, Inside No 9 e Outnumbered, per cui è stata candidata al BAFTA nel 2009. Nel corso della sua carriera è stata diretta da registi di fama internazionale come Sam Mendes, Mike Nichols, Trevor Nunn e Tim Burton.
Skinner è stata sposata con Charles Palmer dal 2001 al 2015 e la coppia ha avuto due figli; dal 2017 è impegnata in una relazione con Hugh Dennis.

## Filmografia parziale

### Attrice

#### Cinema
- Dolce è la vita (Life Is Sweet), regia di Mike Leigh (1990)
- Naked - Nudo (Naked), regia di Mike Leigh (1993)
- Hooligans (I.D.), regia di Phil Davis (1995)
- Libero di volare (Clockwork Mice), regia di Vadim Jean (1995)
- Il mistero di Sleepy Hollow (Sleepy Hollow), regia di Tim Burton (1999)
- Mauvaise passe, regia di Michel Blanc (1999)
- Il diario di Bridget Jones (Bridget Jones's Diary), regia di Sharon Maguire (2001)
- And When Did You Last See Your Father?, regia di Anand Tucker (2007)
- Il critico - Crimini tra le righe (The Critic), regia di Anand Tucker (2023)

#### Televisione
- Ispettore Morse (Inspector Morse) – serie TV, episodio 3x01 (1989)
- Un cane di nome Wolf (Wolf!) – serie TV, episodio 4x05 (1992)
- Chef! – serie TV, 7 episodi (1993)
- Bedtime – serie TV 6 episodi (2001)
- Murphy's Law – serie TV, episodio 2x04 (2004)
- Miss Marple (Agatha Christie's Marple) – serie TV, episodio 1x04 (2005)
- Ragione e sentimento (Sense and Sensibility) – miniserie TV, 3 puntate (2008)
- Poirot (Agatha Christie's Poirot) – serie TV, episodio 11x02 (2008)
- Doctor Who – serie TV 1 episodio (2011)
- Storie in scena (Playhouse Presents) – serie TV, episodio 2x05 (2013)
- Inside No. 9 – serie TV, episodio 2x05 (2015)
- L'ispettore Barnaby (Midsomer Murders) – serie TV, episodio 19x05 (2017)
- Vanity Fair - La fiera delle vanità (Vanity Fair) – miniserie TV, 4 puntate (2018)
- Un cavallo per la strega (The Pale Horse) – miniserie TV, 2 puntate (2020)
- Ted Lasso – serie TV, episodio 2x04 (2021)
- McDonald & Dodds – serie TV, 6 episodi (2022- in corso)
- Kate & Koji – serie TV, 3 episodi (2022)
- The Chelsea Detective – serie TV, episodio 2x03 (2023)

#### Cortometraggi
- The Enlightenment, regia di Julia Ford (2006)
- Act of Memory: A Christmas Story, regia di Jack Ryder (2011)
- Shoot Me!, regia di Kate Hardie (2012)
- Elsewhere, regina di Roger Hyams (2015)
- The M Factor, regia di Susannah Doyle (2018)
- Isabel, regia di Matthew Murdoch (2019)

### Doppiatrice
- Rupert Bear – serie animata, 8 episodi (2006-2007)
- Scream Street – serie animata, 18 episodi (2015-2017)
- Hilda – serie animata, 34 episodi (2018-2023)